# 10270 Skoglöv
10270 Skoglöv este un asteroid din centura principală de asteroizi.

## Descriere
10270 Skoglöv este un asteroid din centura principală de asteroizi. A fost descoperit pe 16 martie 1980 la Observatorul La Silla de Claes-Ingvar Lagerkvist. Asteroidul prezintă o orbită caracterizată de o semiaxă mare de 2,45 ua, o excentricitate de 0,08 și o înclinație de 5,8° în raport cu ecliptica.